# Belizes herrlandslag i fotboll
Belizes herrlandslag i fotboll spelade första matchen den 29 november 1995, då man föll med 0-3 borta mot El Salvador i en kvalmatch till Concacaf Gold Cup 1996.

## Historik
Belizes fotbollsförbund bildades 1980 och är medlem av Fifa och Concacaf.
Även om Belize åkte ut i andra omgången av CONCACAF-kvalet till Sydafrika 2010, visade de en stor förbättring jämfört med tidigare försök. Belizes lag består mest av amatörspelare och ett par stycken utländska spelare. Belize tog sig förbi favoriterna Saint Kitts och Nevis i den första omgången. I den andra omgången fick Belize en mardrömsmotståndare i form av Mexiko. Belize spelade bra i den första matchen men förlorade med 2-0. I den andra matchen, som spelades i Monterrey, förlorade man med 7-0.

### VM
- 1930 till 1986 - Deltog ej
- 1990 - Deltagande ej godkänt av FIFA
- 1994 - Deltog ej
- 1998 till 2018 - Kvalade inte in

Belize föll mot Kanada i första omgången med 0-8 efter två matcher i 2006 års kval till VM i Tyskland.

### Concacaf Gold Cup
- 1941 till 1993 - Deltog ej
- 1996 - Kvalade inte in
- 1998 - Kvalade inte in
- 2000 - Kvalade inte in
- 2002 - Kvalade inte in
- 2003 - Deltog ej
- 2005 - Kvalade inte in

### Copa Centroamericana
- 1991 - Deltog ej
- 1993 - Deltog ej
- 1995 - Första omgången
- 1997 - Kvalade inte in
- 1999 - Första omgången
- 2001 - Första omgången
- 2003 - Deltog ej
- 2005 - Första omgången
- 2007 - Första omgången
- 2009 - Första omgången
- 2011 - Första omgången
- 2013 - Fjärde plats
- 2014 - Första omgången
- 2017 - Sjätte plats

Turneringen för de centralamerikanska lagen är samtidigt ett kval till Concacaf Gold Cup där de tre eller fyra främsta går vidare till slutspelet. Före 2011 gick turneringen under namnet UNCAF Nations Cup. Belize tog sin första seger först 2013, efter 2–1 mot Nicaragua, där man även gjorde sin bästa turnering hittills efter att ha slutat fyra. Man har även spelat oavgjort under sex tillfällen.

### Copa América
- 1916 till 1991 - CONCACAF bjöds inte in
- 1993 till 2004 - Inte inbjudna